# Miłka drobna
Miłka drobna (Eragrostis minor Host) – gatunek rośliny z rodziny wiechlinowatych. Występuje jako gatunek rodzimy w południowej Europie, w północnej i wschodniej Afryce oraz na rozległych obszarach Azji (z wyjątkiem północy). Introdukowany rośnie także w środkowej Europie, na obu kontynentach amerykańskich, w Australii. W Polsce rośnie jako kenofit (zadomowiony gatunek obcy) rozpowszechniony na niżu.

## Morfologia

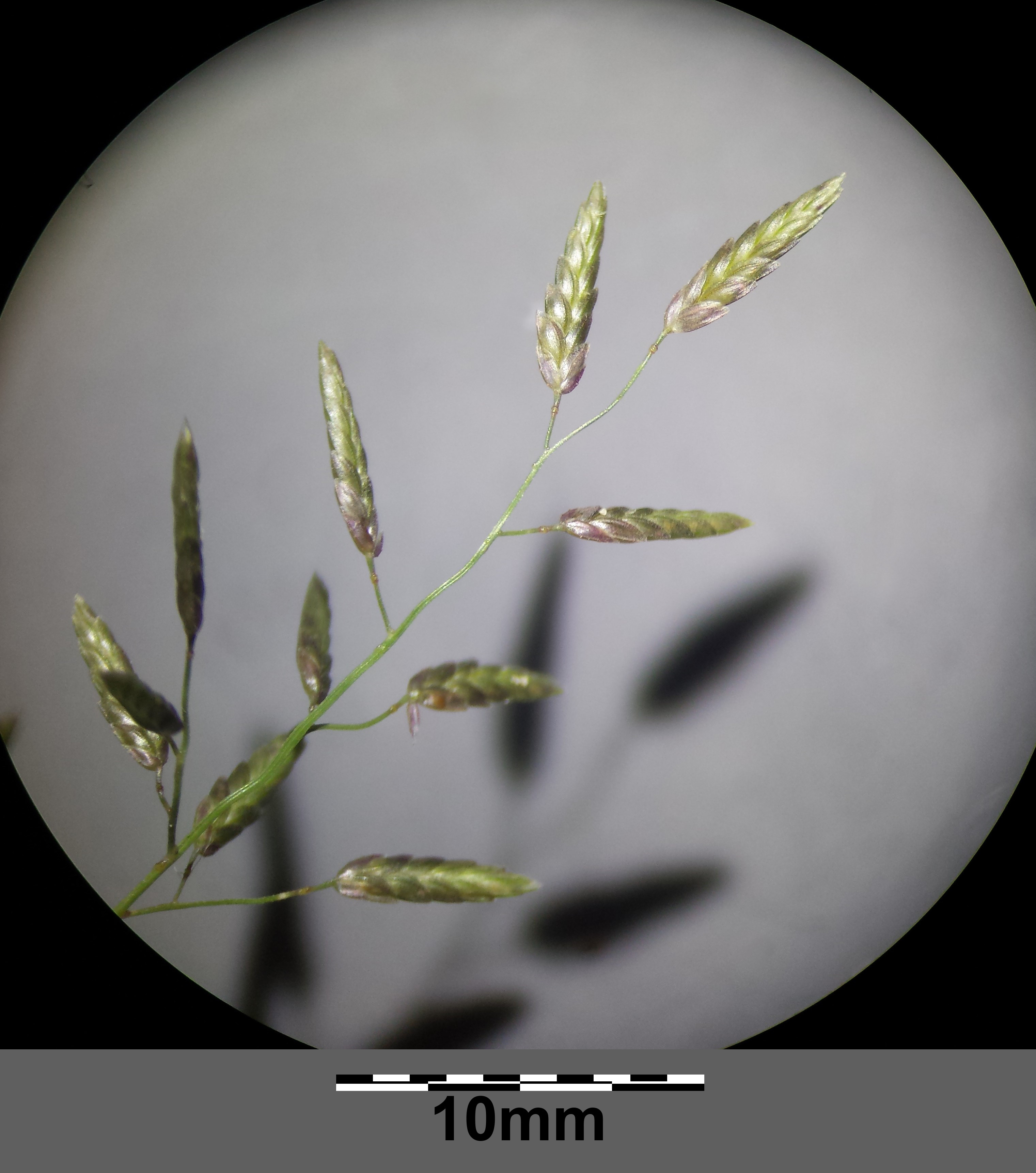
Kłoski

PokrójDorasta do 30 cm, źdźbła wyprostowane lub wznoszące się kolankowato.
LiściePochwy liściowe długo orzęsione, brak języczków liściowych. Blaszki liściowe szer. ok. 4 mm, płaskie.
KwiatyWiechy luźne, wzniesione, długości do 15 cm. Dwie dolne gałązki wiechy odstające, cienkie, powyginane. Kłoski 8–16-kwiatowe, barwy ciemnofioletowozielonkawej.

## Biologia i ekologia
Bylina. Kwitnie od lipca do listopada. Roślina termofilna. Występuje przeważnie w zbiorowiskach na brukowanych drogach, chodnikach, brzegach dróg. Głównie na glebach piaszczystych. W klasyfikacji zbiorowisk roślinnych gatunek charakterystyczny dla związku Eragrostion i Ass. Panico-Eragrostietum.